# Balionycteris maculata
Cynoptère tacheté
Espèce
Statut de conservation UICN

 LC : Préoccupation mineure
Le Cynoptère tacheté (Balionycteris maculata) est une espèce de mammifères chiroptères de la famille des Pteropodidae.

## Description
En moyenne, cette chauve-souris a une longueur tête-corps (head-body length, HBL) de 5,2 à 6,2 cm, une envergure de 28 cm et une masse de 13 g.
Il s'agit du plus petit représentant des « mégachiroptères ».

## Aire de répartition

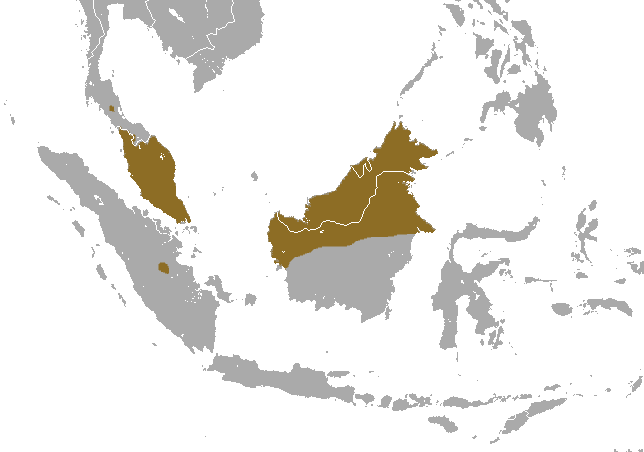
Carte de l'aire de répartition du Cynoptère tacheté et de l'espèce voisine Balionycteris seimundi.

Cette roussette est endémique d'Asie du Sud-Est, à savoir Brunei, l'Indonésie, la Malaisie et la Thaïlande.
Elle est présente dans la péninsule Malaise, le Nord et l'Ouest de Bornéo, les îles Riau et le Sud de la Thaïlande. Elle a été signalée également dans les collines de Tigapuluh, à Sumatra.

## Dénomination
Le nom vernaculaire attesté en français est « Cynoptère tacheté ».

## Taxonomie
L'espèce a été décrite en 1893 par le mammalogiste britannique Oldfield Thomas. Avant d'être classée dans le genre Balionycteris, elle a été initialement placée dans le genre Cynopterus, sous le protonyme Cynopterus maculatus Thomas, 1893.
L'autre espèce du genre, B. seimundi (en) Kloss, 1921, après avoir été synonymisée avec B. maculata ou considérée comme une sous-espèce de cette dernière (sous le trinôme Balionycteris maculata seimundi), a été revalidée par une étude de Voon-Ching Lim et al. de 2017.

## Le Cynoptère tacheté et l'Homme
Le Cynoptère tacheté est considérée comme une « espèce de préoccupation mineure » (LC) par la liste rouge de l'UICN.

### Protologue
- (en) Oldfield Thomas, « On some new Bornean mammalia », Annals and Magazine of Natural History, Abingdon-on-Thames, Taylor & Francis, 6e série, vol. 11, no 65,‎ mai 1893, p. 341-347 (DOI 10.1080/00222939308677537, lire en ligne, consulté le 3 septembre 2024).